# Disney Sing It: Family Hits
Disney Sing It: Family Hits è un videogioco musicale dove cantare in karaoke, sequel di Disney Sing It, Disney Sing It! - High School Musical 3: Senior Year e Disney Sing It: Pop Hits. È stato distribuito il 3 agosto 2010 nel Nord America e l'8 ottobre 2010 in Europa.

## Canzoni
Disney Sing It: Family Hits presenta canzoni originali dei lungometraggi animati Disney e Disney Pixar.
- Cruella De Vil (La carica dei 101)
- The Time Of Your Life (A Bug's Life - Megaminimondo, solo edizione nordamericana)
- A Whole New World (Aladdin)
- Be Our Guest (La bella e la bestia)
- Real Gone (Cars - Motori ruggenti, solo edizione nordamericana)
- Our Town (Cars)
- A Dream Is a Wish Your Heart Makes (Cenerentola)
- Bibbidi-Bobbidi-Boo (Cenerentola)
- So This Is Love (Cenerentola)
- The Work Song (Cenerentola, solo edizione nordamericana)
- I Wan'na Be Like You (The Monkey Song) (Il libro della giungla)
- The Bare Necessities (Il libro della giungla)
- He's a Tramp (Lilli e il vagabondo)
- Hawaiian Roller Coaster Ride (Lilo & Stitch 2 - Che disastro Stitch!, solo edizione nordamericana)
- Can You Feel the Love Tonight (Il re leone)
- Hakuna matata (Il re leone)
- I Just Can't Wait to Be King (Il re leone)
- Under the Sea (La sirenetta)
- Supercalifragilisticexpialidocious (Mary Poppins)
- If I Didn't Have You (Monsters & Co.)
- Reflection (Mulan, solo edizione nordamericana)
- Almost There (La principessa e il ranocchio)
- Dig A Little Deeper (La principessa e il ranocchio)
- You Can Fly! You Can Fly! You Can Fly! (Le avventure di Peter Pan)
- Le Festin (Ratatouille, solo edizione europea)
- I Wonder (La bella addormentata nel bosco, solo edizione nordamericana)
- Once Upon a Dream (La bella addormentata nel bosco)
- You've Got a Friend in Me (Toy Story - Il mondo dei giocattoli)
- Woody's Roundup (Toy Story 2 - Woody e Buzz alla riscossa, solo edizione nordamericana)
- When She Loved Me (Toy Story 2 - Woody e Buzz alla riscossa, solo edizione nordamericana)
- Winnie the Pooh (Le avventure di Winnie the Pooh, solo edizione nordamericana)